# Ca$h (2010)
Ca$h ist ein US-amerikanischer Thriller von Stephen Milburn Anderson mit Sean Bean, Chris Hemsworth und Victoria Profeta in den Hauptrollen aus dem Jahr 2010. Das Budget betrug 15 Millionen Dollar.

## Handlung
Pyke besucht seinen in Untersuchungshaft sitzenden Bruder Reese. Dieser berichtet von seiner Tat, einem Raubüberfall auf eine Hunderennbahn, der letzten Endes misslang und bei dem sein Komplize getötet wurde. Auf seiner Flucht durch Chicago warf Reese die in einem Koffer verstaute Beute von einer Brücke. Der Koffer landete auf der Motorhaube eines zufällig unter der Brücke durchfahrenden auffälligen Fahrzeugs. Reese bittet nun Pyke, den Geldkoffer anhand dieses Autos ausfindig zu machen.
Als Sam, der Fahrer des Wagens, den Koffer öffnet, findet er darin 600.000 US-Dollar. Während seine Frau Leslie zunächst zögerlich ist, was mit dem Fund zu tun sei, weiß Sam sofort, was er mit dem neuen Reichtum anfangen möchte, und kann sie überzeugen, das Geld zu behalten, auch da er und Leslie hoch verschuldet sind. So begleichen sie zunächst ihre Bankschulden, kaufen sich dann ein luxuriöses Auto und richten auch ihr Haus neu ein.
Nach einigen Tagen taucht schließlich Pyke bei den beiden auf und stellt ruhig, aber mit einigem Nachdruck klar, dass der Geldkoffer ihm gehört, und errechnet, dass zwischen dem verbliebenen Geld und dem, das das Paar bislang ausgegeben hat, eine beträchtliche Lücke klafft. Dabei erweist er sich als penibel genaues Kopfrechengenie mit einem unerhört guten Zahlengedächtnis: In den nächsten Tagen ist er beim Eintreiben von „74.316 Dollar und 47 Cent“ behilflich, die bisher ausgegeben wurden. Um Sam und Leslie nicht aus den Augen zu verlieren, hat sich der allabendlich Yoga praktizierende Fleischesser dafür bei dem vegetarischen Pärchen einquartiert.
Nachdem Pyke ihnen behilflich dabei war, die über die Stadt verteilt liegenden Gelddepots wieder dem Grundstock im Koffer hinzuzufügen, besucht er mit ihnen ihre Hausbank, um die noch ausstehende Summe durch einen Kredit zu decken. Hierbei stellt sich heraus, dass Pyke auch in offiziellen Geldgeschäften große Sachkunde an den Tag legt und zudem als Verhandler geschickt vorzugehen versteht, ist er doch aufgrund seiner Kenntnisse und trotz Sams Arbeitslosigkeit in der Lage, dem widerstrebenden Paar zu dem von Pyke angestrebten Kleinkredit zu verhelfen.
Um eine nun noch immer fehlende Summe beizubringen, zwingt Pyke Sam und Leslie abwechselnd, Trinkhallen und Tankstellen mit vorgehaltener, jedoch entladener Waffe zu überfallen, während er im Auto wartend den jeweils anderen Ehepartner mit einer weiteren Waffe in Schach hält. Er hatte beiden eine Frist von fünf Tagen zum Auftreiben des Geldes gesetzt. Als am vierten Tag noch „5.988 Dollar und 32 Cent“ fehlen, schlägt Sam vor, eine Bank zu überfallen. Bei diesem Coup stiehlt er die Patronen eines Sicherheitsangestellten. Das Geld, das sie bei ihrem Banküberfall zu viel erbeutet haben, wirft Sam bei der Flucht aus dem Fenster und begleicht seine Schulden bei Pyke. Aufgrund einer Streiterei kommt es im fahrenden Auto zu einem Handgemenge zwischen den Männern, in dessen Verlauf Sam mit seiner nun geladenen Waffe Pyke erschießt.
Sam und Leslie bestechen den Angestellten eines Schrottplatzes, um sich des Autos mitsamt der Leiche in einer Presse zu entledigen. Anschließend bezahlen sie die Opfer ihrer Raubzüge mit Reeses Beute. Zum Ende wird bekannt, dass die Polizei bezüglich der Täter noch immer im Dunkeln tappt. In der Schlussszene sieht man, wie Reese aus dem Gefängnis entlassen wird.

## Kritiken
Der All Movie Guide vergab 2 von 5 Sternen.

„An den Leistungen der Schauspieler und der schnörkellosen Regie gibt es nichts zu meckern, aber unterm Strich hätte ‚Cash‘ eine stärkere Positionierung gut zu Gesicht gestanden: Will er nun Gangsterfilm sein oder Satire? Komödie oder Thriller? Film Noir oder Parabel? Hier hätte Entschlossenheit notgetan, die nun fehlt, auch wenn der Film insgesamt anständig unterhält.“

„Ein durchschnittlicher Thriller, der nicht vollständig zu überzeugen vermag. Die eigentlich originelle Story fällt leider in der zweiten Hälfte deutlich ab. Netter Zeitvertreib für einen regnerischen Nachmittag.“